# Kampstof
Kampstof er en fælles betegnelse for kemiske stoffer og biologiske kulturer, der anvendes for at tilføje tab eller for at passivisere i forbindelse med militære angreb. Opdeles i kemiske våben og biologiske våben.